# Bandera de l'Escala
La bandera oficial de l'Escala té la següent descripció:
Bandera apaïsada, de proporcions dos d'alt per tres de llarg, dividida verticalment en dues parts, la primera el doble d'ampla que la segona i de color blau fosc, amb la torre oberta de l'escut, groga, d'alçària 11/15 de la del drap i amplària 16/45 de la llargària del mateix drap, al centre; i la segona faixada de tres peces grogues i tres de vermelles.
Va ser aprovada el 26 de maig de 2006 i publicada en el DOGC el 22 de juny del mateix any amb el número 4660.